# Zajača
Zajača (Servisch: Зајача) is een plaats in de Servische gemeente Loznica. De plaats telt 693 inwoners (2002).